# Habilitation
Habilitation (nylatin) er at gøre sig skikket eller berettiget til noget specielt med hensyn til akademiske rettigheder, især ret til, særligt for læger, at holde forelæsninger ved et universitet.
Det er i Frankrig og Tyskland (samt flere tysk-inspirerede europæiske lande) den højeste akademiske grad. I begge lande erhverves denne grad ved offentligt at disputere over en af vedkommende selv forfattet omfattende videnskabelig afhandling, et habilitationsskrift.
Den tyske og franske habilitation svarer til den danske doktorgrad, som er den højeste akademiske grad i Danmark (hvis universitetssystem længe primært var modelleret efter den tyske, frem for som nu, den amerikanske).
Den tyske og franske habilitation er et ekstra krav (en videnskabelig afhandling udover det der svarer til den danske phd-grad), som kvalificerer en til at bestride en varig professorstilling, både i Tyskland og i Frankrig. I Danmark er det en uskreven regel i akademia, at man ved at erhverve en (dansk) doktorgrad, bliver kvalificeret til at være professor. For alle tre lande gælder dog at det ikke er et nødvendigt krav at have hverken habilitation eller (en dansk) doktorgrad, for at blive kvalificeret til at bestride et professorat. Kvalificeringen kan også opnås på anden vis, eksempelvis igennem publiceringen af videnskabelige monografier og artikler.
En indehaver af habilitation graden, som (endnu) ikke har fået en ansættelse som professor, arbejder i Tyskland ofte som privatdocent (PD), på samme vis som danske indehavere af doktorgraden ofte gjorde før graden blev indført. Den tyske titel for en indehaver af habilitationsgraden er for de stærkeste kandidater ”dr.habil.”.

## Tysk ”doktorgrad” er lig dansk Ph.d.-grad
Da man i Tyskland og Frankrig, som i størstedelen af verden, betegner det der svarer til en dansk (og engelsk/amerikansk) phd-grad som en doktorgrad, og i Danmark ikke gør det, skaber titlerne forvirring. Men den tyske ”doktorgrad” svarer til en dansk ”phd-grad” (hvilket blandt andet kan ses ved at den danske phd-grad, lig den tyske doktorgrad er en ”third-cycle degree in the Bologna system under the laws of that country” og derfor i Tyskland ses som ækvivalent med en tysk doktorgrad). Den danske phd-grad er således af den tyske stat anerkendt som ækvivalent med en tysk ”doktorgrad”. På samme vis er den danske doktorgrad anerkendt af den tyske stat som ækvivalent med den tyske habilitation. Ligheden mellem de to grader ses også ved at mens hverken den danske ”phd-grad” eller den tyske ”doktorgrad” giver ret til at forelæse ved et universitet (hvad der betegnes ”jus docendi”, ”venia docendi” eller ”venia legendi”), giver den tyske habilitation og den danske doktorgrad begge denne rettighed. En forskel mellem disse er dog at medens den danske doktorgrad giver retten til at forelæse, forpligtiger den tyske doktorgrad en til at holde et minimum af forelæsninger per år. Efterkommer man ikke dette krav i Tyskland, mister man rettighederne.